# BogenSportGemeinschaft Thüringen
Die BogenSportGemeinschaft Thüringen e. V. (kurz: BSG Thüringen) ist ein Sportverein mit Sitz in Gera, der sich auf Bogenschießen und inklusiven Sport spezialisiert hat. Der Verein entstand 2025 durch die Verschmelzung des SV INTEGRA Gera e. V. mit der bisherigen BSG Thüringen. Historisch reicht seine Vereinsgeschichte bis zur Gründung des Behindertensportvereins Gera e. V. im Jahr 1991 zurück.

## Geschichte
Der Verein wurde am 1. Juli 1991 als Behindertensportverein Gera e. V. (BSV Gera) gegründet. Zu den Gründungsmitgliedern gehörten unter anderem die mehrfache Paralympics-Siegerin Birgit Pohl, der ehemalige Boxer Norbert Kitzmann sowie weitere regionale Sportpersönlichkeiten.
Im Jahr 2009 erfolgte die Umbenennung in SV INTEGRA Gera e. V. Damit öffnete sich der Verein für Menschen mit und ohne Behinderung und erweiterte sein Sportangebot, wobei der Bogensport zunehmend eine zentrale Rolle einnahm.
2025 fusioniert der SV INTEGRA Gera mit der bestehenden BogenSportGemeinschaft Thüringen e. V. zur neuen BogenSportGemeinschaft Thüringen e. V. Ziel dieser Vereinigung ist die Bündelung der Kräfte im Bogensport und die Stärkung des Para-Bogensports in Thüringen.

## Sportliche Ausrichtung
Die BSG Thüringen bietet Bogensport in verschiedenen Disziplinen (Recurve, Compound, Blankbogen) an und richtet regelmäßig Turniere auf Kreis- und Landesebene aus.
Ein Schwerpunkt des Vereins ist die PARA-ID-Klasse für Menschen mit mentaler Beeinträchtigung. Das dazugehörige Wettkampfregelwerk wurde von Mario Oehme entwickelt, während er eine Arbeitsgemeinschaft Bogenschießen an der Regenbogenschule Altenburg leitete. Unterstützt wurde das Projekt maßgeblich von Josef Jaglowski, damaliger Sportkoordinator des Thüringer Behinderten- und Rehabilitationssportverbands (TBRSV), der sich innerhalb und außerhalb des Verbands für die Einführung der Klasse einsetzte. Auf sein Engagement hin wurde Oehme zum Fachwart PARA-Bogensport im TBRSV berufen.
Zu Beginn wurde die Klasse vom Thüringer Schützenbund (TSB) inoffiziell in bestehende Wettbewerbe integriert, da alle Teilnehmenden mit identischem Sportgerät antraten. Später nahm der TSB die PARA-ID-Klasse offiziell in sein Wettkampfprogramm auf – noch bevor der Deutsche Behindertensportverband (DBS) diese anerkannte.

## Bekannte Mitglieder
- Birgit Pohl (1969–2022), mehrfach Paralympics-Siegerin im Diskuswurf, Speerwurf und Kugelstoßen, Gründungsmitglied 1991
- Norbert Kitzmann, ehemaliger Boxer, Gründungsmitglied 1991
- Mario Oehme, zweifacher Paralympics-Sieger im Bogensport (1996 Mannschaft, 2004 Einzel), Vorsitzender der BSG Thüringen
- Bastienne Oehme, Physiotherapeutin, Mitgründerin von Fit Für Neue Wege e. V., nationale Klassifiziererin des DBS und internationale Klassifiziererin im Para-Bogensport bei World Archery
- Nikolai Johann, Para-Bob-Pilot, Weltcup- und EM-Medaillengewinner

## Besondere Projekte
- Barrierefreie Bogensportanlage Gera-Langenberg: geplanter Leistungs- und Trainingsstützpunkt für Para-Bogensport in Thüringen, inkl. Hybrid-Schießhalle mit Photovoltaik-Anlage
- Integration des Bogenschießens für Blinde in den Behindertensport in Deutschland
- Entwicklung und Einführung der PARA-ID-Klasse in das Wettkampfprogramm des Thüringer Schützenbundesf>